# Heizmannia heterospina
Heizmannia heterospina är en tvåvingeart som beskrevs av Lu och Gong 1986. Heizmannia heterospina ingår i släktet Heizmannia och familjen stickmyggor. Inga underarter finns listade i Catalogue of Life.